# Лудонга (приток Тядемы)
Лудонга — река в Архангельской области России, протекает по территории Синицкого сельского поселения Устьянского района и Черевковского сельского поселения Красноборского района. Правый приток Тядемы (приток Северной Двины).
Берёт исток в просеке Новая Граница на высоте более 123,1 м над уровнем моря. Генеральное направление течения — север. В верховье протекает через урочище Кордон. В среднем течении пересекает урочища Лудонгская Мельница и Лудонгская ГЭС. Устье находится в 1 км от устья реки Тядема по правому берегу. Длина реки составляет 75 км, площадь водосборного бассейна — 256 км².

## Притоки
- исток
- Черная (лв)[2]
- Бичиха (пр, 63 км от устья)[2]
- ручей Чудно (пр)[2]
- Большая Жаровиха (лв)[2]
- Водлина (пр)[3]
- Чагросная (лв)[3]
- устье

## Данные водного реестра
По данным государственного водного реестра России относится к Двинско-Печорскому бассейновому округу, водохозяйственный участок реки — Северная Двина от впадения реки Вычегда до впадения реки Вага, речной подбассейн реки — Северная Двина ниже места слияния Вычегды и Малой Северной Двины. Речной бассейн реки — Северная Двина.
Код объекта в государственном водном реестре — 03020300112103000026602.